# Edgar Pons
Edgar Pons Ramón (Barcellona, 6 giugno 1995) è un pilota motociclistico spagnolo ritiratosi dall'attività agonistica.

## Carriera
Suo padre, Sito Pons, ha corso come pilota professionista; il fratello Axel è stato anch'egli pilota motociclistico.

### Gli inizi

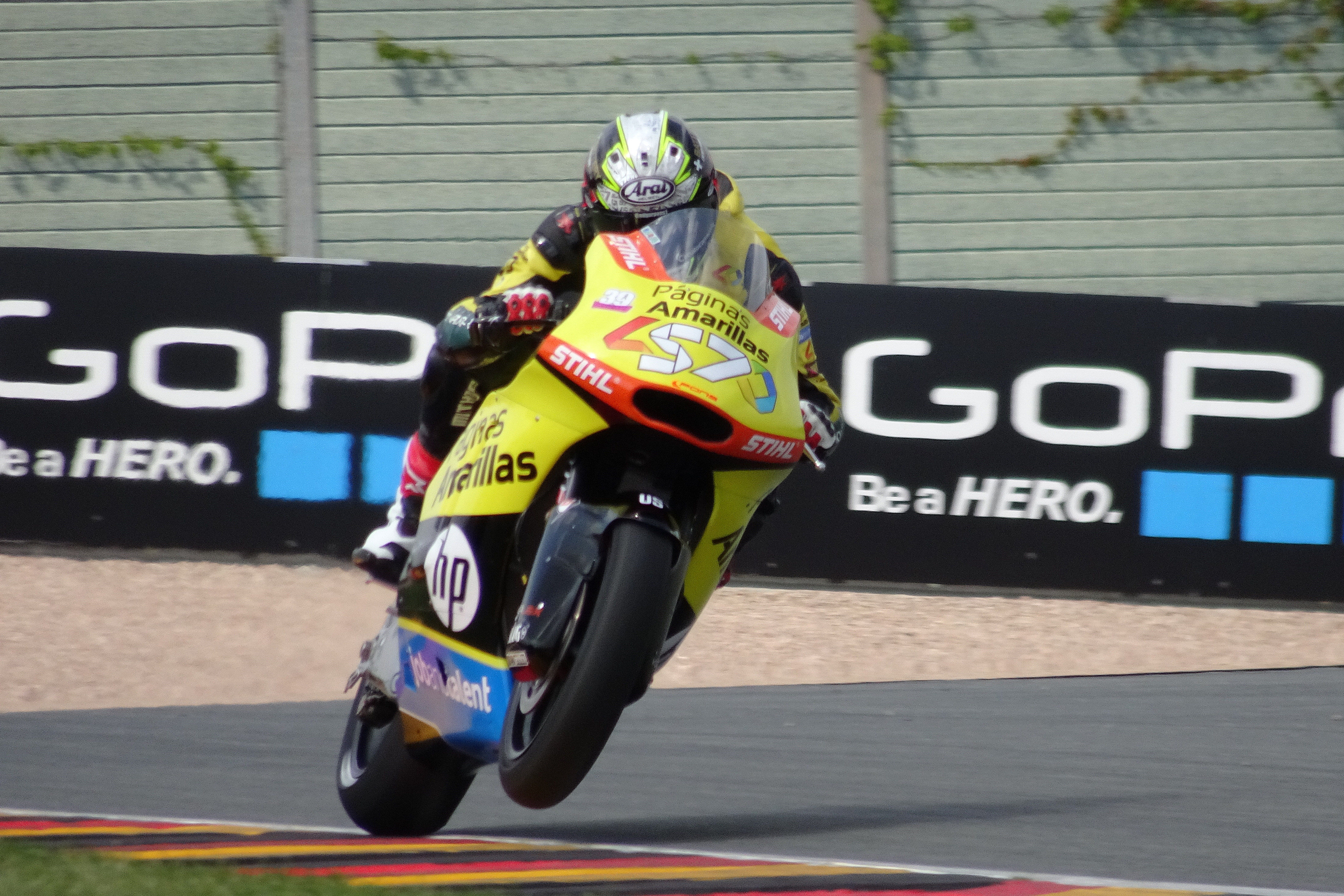
Pons in pista in occasione del Gran Premio di Germania 2016, dove conquista i suoi primi punti iridati.

Comincia a correre in motocross prima di passare al campionato spagnolo velocità nel 2013. In questa categoria giunge terzo nel 2014 e primo nel 2015. Debutta nella classe Moto2 del motomondiale nel 2014, correndo il Gran Premio di Spagna in qualità di wildcard a bordo di una Kalex. Nel 2015 corre in Gran Premi di Spagna, Catalogna e Repubblica Ceca in qualità di wildcard a bordo di una Kalex, per poi prendere il posto di Mika Kallio sulla Kalex del team Italtrans Racing a partire dal Gran Premio d'Aragona. Non ottiene punti.

### Moto2
Nel 2016 passa a correre nel team del padre, alla guida di una Kalex, con compagno di squadra Álex Rins. Chiude la stagione al trentunesimo posto in classifica piloti, con quattro punti all'attivo, totalizzati con i due quattordicesimi posti in Germania e Australia. Nel 2017 rimane nello stesso team, con compagno di squadra Fabio Quartararo. Termina la stagione al 34º posto con i 2 punti totalizzati in Austria. L'anno successivo è pilota ufficiale nel campionato FIM CEV, partecipa inoltre, in qualità di wild card ai Gran Premi di Catalogna e di Aragona, in sella ad una Kalex gestita dal team AGR. Prende il posto di Danny Kent sulla Speed Up a partire dal Gran Premio di Thailandia. Ha totalizzato un punto.
Nel 2019 vince il titolo nella categoria Moto2 del CEV. Nel 2020 corre nel motomondiale in Moto2 sulla Kalex del team Gresini Racing; il compagno di squadra è Nicolò Bulega. Ottiene come miglior risultato un tredicesimo posto in Aragona e termina la stagione al 26º posto con 5 punti. Il 23 novembre 2020, a 25 anni, annuncia il ritiro dalle competizioni motoristiche, dichiarando anche di essere diventato direttore sportivo del team Pons, squadra di suo padre Sito.

## Risultati nel motomondiale
| 2014 | Classe | Moto  |  |  |  |    |  |  |  |  |  |  |  |  |  |  |  |  |  |  |  | Punti | Pos. |
| ---- | ------ | ----- |  |  |  | -- |  |  |  |  |  |  |  |  |  |  |  |  |  |  |  | ----- | ---- |
| 2014 | Moto2  | Kalex |  |  |  | 25 |  |  |  |  |  |  |  |  |  |  |  |  |  |  |  | 0     |      |

| 2015 | Classe | Moto  |  |  |  |    |  |  |    |  |  |  |    |  |  |     |    |    |    |     |  | Punti | Pos. |
| ---- | ------ | ----- |  |  |  | -- |  |  | -- |  |  |  | -- |  |  | --- | -- | -- | -- | --- |  | ----- | ---- |
| 2015 | Moto2  | Kalex |  |  |  | 19 |  |  | 17 |  |  |  | 22 |  |  | Rit | 19 | 22 | 20 | Rit |  | 0     |      |

| 2016 | Classe | Moto  |     |    |  |    |  |    |    |    |    |    |    |    |     |    |    |    |    |    |  | Punti | Pos. |
| ---- | ------ | ----- | --- | -- |  | -- |  | -- | -- | -- | -- | -- | -- | -- | --- | -- | -- | -- | -- | -- |  | ----- | ---- |
| 2016 | Moto2  | Kalex | Rit | NP |  | NP |  | 23 | 17 | 23 | 14 | 20 | 20 | 23 | Rit | 24 | 16 | 14 | 19 | 19 |  | 4     | 31º  |

| 2017 | Classe | Moto  |    |    |     |    |    |    |    |    |    |    |    |    |     |    |    |     |    |    |  | Punti | Pos. |
| ---- | ------ | ----- | -- | -- | --- | -- | -- | -- | -- | -- | -- | -- | -- | -- | --- | -- | -- | --- | -- | -- |  | ----- | ---- |
| 2017 | Moto2  | Kalex | 26 | 16 | Rit | 17 | 25 | 20 | 22 | 24 | 19 | 28 | 14 | 22 | Rit | 17 | 27 | Rit | 16 | 20 |  | 2     | 34º  |

| 2018 | Classe | Moto             |  |  |  |  |  |  |    |  |  |  |  |  |  |    |    |    |    |    |  | Punti | Pos. |
| ---- | ------ | ---------------- |  |  |  |  |  |  | -- |  |  |  |  |  |  | -- | -- | -- | -- | -- |  | ----- | ---- |
| 2018 | Moto2  | Kalex e Speed Up |  |  |  |  |  |  | 16 |  |  |  |  |  |  | 17 | 19 | 24 | 15 | 20 |  | 1     | 31º  |

| 2020 | Classe | Moto  |    |    |    |    |     |    |     |    |    |    |    |     |    |     |     |  |  |  |  | Punti | Pos. |
| ---- | ------ | ----- | -- | -- | -- | -- | --- | -- | --- | -- | -- | -- | -- | --- | -- | --- | --- |  |  |  |  | ----- | ---- |
| 2020 | Moto2  | Kalex | 16 | 16 | 16 | 20 | Rit | 19 | Rit | 20 | 14 | 19 | 13 | Rit | 17 | Rit | Rit |  |  |  |  | 5     | 26º  |

| Legenda | 1º posto        | 2º posto            | 3º posto            | A punti      | Senza punti        | Grassetto – Pole position Corsivo – Giro più veloce |
| Legenda | Gara non valida | Non qual./Non part. | Ritirato/Non class. | Squalificato | '-' Dato non disp. | Grassetto – Pole position Corsivo – Giro più veloce |